# Arnold de Lantins
Arnold de Lantins, también conocido como Arnoldus de Lantinis, (fl. 1420 – antes del 2 de julio de 1432) fue un compositor franco-flamenco de finales de la Edad Media y principios del Renacimiento. Es uno de unos pocos compositores que muestra aspectos de los estilos medieval y renacentista. Fue contemporáneo de Dufay durante la estancia de éste en Italia.

## Vida
Se sabe muy poco sobre su vida, a excepción de unos pocos años desde la década de 1420 hasta alrededor de 1430. Se cree que provenía de Flandes o áreas adyacentes. A principios de la década de 1420 probablemente estuvo al servicio de la familia Malatesta, en Rímini o Pesaro, ya que Dufay lo mencionó en el texto de un rondeau, que fue escrito entre 1420 y 1424. Lantins estaba en Venecia en 1428 y en Roma en 1431, en esta última ciudad formó parte del coro de la capilla papal como cantante, junto a Dufay. Permaneció en Roma seis meses y después desaparece de la historia. Roma estaba entrando en un período de agitación relacionada con el movimiento conciliador tras la muerte en febrero de 1431 del Papa Martín V, muchos músicos abandonan Roma en ese momento o poco después, y Lantins pudo haber sido uno de ellos.
No se sabe a ciencia cierta si Arnold de Lantins era pariente de Hugo de Lantins, un compositor activo en el mismo tiempo que él. No es improbable, dado que las obras de ambos suelen figurar juntas en colecciones y parece que pudieron haber estado en las mismas regiones geográficas. No obstante, una gran diferencia estilística entre las obras de los dos compositores confirma que no puede ser la misma persona.

## Obra
La música de Lantins se tuvo en alta estima y aparece junto a la de Guillaume Dufay, Gilles Binchois y Johannes Ciconia en las colecciones de manuscritos contemporáneos. En particular, un motete (Tota pulchra es) se encuentra en fuentes ampliamente difundidas. Dado que esto tuvo lugar antes de la llegada de la imprenta, la amplia distribución de las copias se considera evidencia de la fama y popularidad de los compositores.
Arnold escribió la Misa, que se encuentra en Bolonia Q15 (todos los movimientos se encuentran en OX 213, aunque los dos últimos movimientos se separan; sólo los tres primeros movimientos se encuentran en Bolonia 2216). También escribió varias partes de una misa compuesta en Bolonia Q15, sumándose a los movimientos escritos por Johannes Ciconia. Existen otros ejemplos de autores que añaden movimientos a misas parciales escritas por otros compositores, por ejemplo Zacara da Teramo, en concreto en Bolonia Q15. Los movimientos de misas de Arnold son bastante simples musicalmente, con tres voces, utiliza la técnica del motivo principal (Kopfmotif) y evita la escritura imitativa.
Algunas de sus obras sacras, como sus motetes marianos, contienen escritura melódica florida y cierto uso de la imitación.
También escribió música profana, incluyendo ballades y rondeaux, todos los cuales se encuentran en francés, así como algunas más cortas piezas sacras. Algunos de ellos se refieren a personas o acontecimientos específicos, pero ninguno de ellos se ha podido identificar de manera concluyente.
| Título                                | Texto                           | Manuscrito                                 | N.° / folio                                                       | Nota |
| ------------------------------------- | ------------------------------- | ------------------------------------------ | ----------------------------------------------------------------- | --- |
| Obras sacras                          |                                 |                                            |                                                                   | |
| Misas                                 |                                 |                                            |                                                                   | |
| Misa Verbum incarnatum:               | Introitus : Salve sancta parens | Q15                                        | f°1-2                                                             | a 3 voces |
| Misa Verbum incarnatum:               | Kyrie, Sanctus Marie filius     | Q15                                        | f°6-7                                                             | Gloria (4 voces) y Credo de Ciconia (f° 2v-6), tras el Kyrie                                                                                     |
| Misa Verbum incarnatum:               | Agnus Dei                       | Q15                                        | f°8v-10                                                           | |
| Misa O pulcherrima:                   | Kyrie                           | Q15                                        | n.° 138 à 142 f°149v-154                                          | otras fuentes: 213 n.° 132 / 2216 n.° 2 (Kyrie solo)                                                                                             |
| Misa O pulcherrima:                   | Gloria                          | Q15                                        | n.° 139 f°149v-154                                                | otras fuentes: 213 n.° 133 |
| Misa O pulcherrima:                   | Credo                           | Q15                                        | n.° 140 f°149v-154                                                | otras fuentes: 213 n.° 134 / 2216 n.° 29 / 3224 n.° 5 f°3 (Credo solo)                                                                           |
| Misa O pulcherrima:                   | Sanctus                         | Q15                                        | n.° 141 f°149v-154                                                | otras fuentes: 213 n.° 149 |
| Misa O pulcherrima:                   | Agnus Dei                       | Q15                                        | n.° 142 f°149v-154                                                | otras fuentes: 213 n.° 142 |
| Misa O pulcherrima                    | Gloria. Et in terra pax         | Q15                                        | n.° 38 f°43v-43 bis                                               | Las dos voces superiores son tratadas en canon, acompañadas por un instrumento, la trompa (tuba sub fuga) aceptada en la iglesia como el órgano. |
| Misa O pulcherrima                    | Credo                           | Q15                                        | n.° 39 f°43 bis v-45                                              | |
| [Misa O pulcherrima]                  | Gloria. Et in terra pax         | Q15                                        | n.° 47 f°54v-55                                                   | |
| Misa O pulcherrima                    | Credo                           | Q15                                        | n.° 48 f°55v-57                                                   | |
|                                       | Gloria. Et in terra pax         | Q15                                        | n.° 90 f°114v-115                                                 | otra fuente: 2216 n.° 37 |
|                                       | Credo. Patrem                   | Q15                                        | n.° 91 f°114v-115                                                 | otra fuente: 2216 n.° 38 |
| Motetes                               |                                 |                                            |                                                                   | |
| In tua memoria / Qui ad te confugium  |                                 | Ms. 213, Q15                               | n.° 10 f°52v / n.° 287a/b f°309v-310                              | |
| O pulcherrima mulierum                |                                 |                                            |                                                                   | |
| Tota pulchra es amica mea et macula   |                                 | Ms. 213, Q15, MS 2216, BN 4379, Clm. 14274 | n.° 80, f°42v / n.° 202 f°238v-239 / n.° 48 / n.° 261a f°136v-138 | a 4 voces |
| Obras profanas                        |                                 |                                            |                                                                   | |
| Ballades                              |                                 |                                            |                                                                   | |
| Puisque je suy cyprianés              |                                 | Ms. 213                                    | n.° 115 f°54v                                                     | Probablemente escrito en Venecia en 1428, como los ff° 54 y 55. El texto evoca un enamorado que puede navegar a ver a su amada a Chipre.         |
| Tout mon desir et mon voloir          |                                 | Ms. 213                                    | n.° 111 f°53                                                      | |
| Rondeaux                              |                                 |                                            |                                                                   | |
| Amour servir et honnourer             |                                 | BN 4379, Ms. 213                           | f°64 / n.° 108 f°52                                               | a 3 voces (BN tenor solo) |
| Ce jour de l’an belle je vous supplye |                                 | Ms. 213                                    | n.° 155 f°72v                                                     | |
| Certes belle quand de vous partiray   |                                 | Ms. 213                                    | n.° 71 f°38v-39                                                   | |
| Chanter ne scay                       |                                 | Q15                                        | n.° 40 f°44v-45                                                   | |
| Esclave a dueil et forain de liesse   |                                 | BN 4379, Ms. 213                           | f°64 / n.° 118 f°56                                               | a 3 voces (BN tenor solo) |
| Helas emy ma dame et ma mestresse     |                                 | Q15                                        | n.° 28 f°29v-30                                                   | a 3 voces |
| Las pouray je mon martire celer       |                                 | Ms. 213                                    | n.° 175 f°79v                                                     | |
| Mon doulx espoir mon souvenir         |                                 | Q15                                        | n.° 49 f°55v-56                                                   | a 3 voces |
| Ne me vueilliés belle oblier          |                                 | BN 4379, Ms. 213                           | f°62 / n.° 84, f°44                                               | a 3 voces (BN tenor solo) |
| Or voy je bien que je moray martir    |                                 | Q15                                        | n.° 241 f°273v-274                                                | a 3 voces |
| Puis que je voy belle que ne m’amés   |                                 |                                            |                                                                   | |
| Quant je mire vos doulce portraiture  |                                 | Ms. 213, BN 4379                           | n.° 311 f°132v-133 / f°55                                         | fecha de Venecia, marzo 1428 |
| Sans desplaisir et sans esmay         |                                 | Ms. 213                                    | n.° 138 f°67                                                      | |
| Se ne prenés de moy pité              |                                 | Ms. 213, BN 4379                           | n.° 64 f°35v-36 & 307 f°129v-130 / f°54                           | fecha de Venecia, marzo 1428. La pieza es muy expresiva, hecha de motivos arpegiados, predilección del compositor.                               |

## Discografía
- 1954 – Music at the Burgundian Court. Dufay, Ockeghem, Obrecht. Pro Musica Antiqua, Safford Cape. (Vanguard Everyman).
- 1988 – Musica del XV Secolo in Italia. Ensemble Ars Italica. (Tactus).  (Contiene In tua memoria).
- 1995 – Music in Flemish Cities and Beguignages 1400-1500. Capilla Flamenca. (Eufoda).
- 2001 – Lantins: Missa Verbum incarnatum. Capilla Flamenca, Psallentes, Oltremontano. (Ricercar).  (Contiene O pulcherrina mulierum).
- 2008 – The St. Emmeram Mensural Codex. Munich, Bayerische Staatsbibliothek, clm 14274. Stimmwerck. (Aeolus).  (Contiene Tota pulchra es).
- 2011 – The Flemish Polyphony. Varios intérpretes. (Ricercar).